# إذاعة إليزي
إذاعة إليزي هي إذاعة محلية بولاية إليزي الجزائرية تبث برامجها باللغة العربية و اللهجة التارقية على موجة أف أم 96.70.

## وصلات خارجية
- قائمة الإذاعات المحلية بالجزائر